# NGC 5453
NGC 5453 је део галаксије (на пример сјајан HII регион) у сазвежђу Велики медвед која се налази на NGC листи објеката дубоког неба.
Деклинација објекта је + 54° 18' 31" а ректасцензија 14h 2m 56,7s. Привидна величина (магнитуда) објекта NGC 5453 износи 13,2.